# Tamme van Hoorn
Tamme van Hoorn (Stitswerd, 11 augustus 1886 - Groningen, 29 juli 1948) was een Nederlandse architect, die werkzaam was in de provincie Groningen. Een viertal van zijn werken is aangewezen als rijksmonument.

## Leven en werk
Van Hoorn werd geboren in een welgestelde boerenfamilie als de op een na jongste van zes zoons. Zijn broers kozen voor het boerenbedrijf, maar hij volgde een opleiding aan de Ambachtsschool in Groningen. Hierna, van 1906 tot 1908, ging hij in de leer bij de Zuidhornster bouwmeester Klaas Siekman Azn. (1878-1958). In 1909 vertrok hij naar Amsterdam, waar hij aan de Rijksnormaalschool voor Teekenonderwijzers werd geschoold tot bouwkundig tekenaar. Begin 1913 vestigde Van Hoorn zich als architect in Delfzijl, maar al in eind 1913 ging hij naar Loppersum, waarbij hij zich associeerde met de aannemer/architect Oeds de Leeuw Wieland (1839-1919). Na diens terugtreden in 1917 zette Van Hoorn hun bureau alleen voort, vanaf 1925 in een door hemzelf ontworpen kantoorwoning, die later zou worden aangewezen als rijksmonument. Rond 1930 richtte Van Hoorn samen met zijn plaatsgenoot Jan Benninga (1894-1970) het architectenbureau Benninga en Van Hoorn op. 
In zijn werk legde Van Hoorn zich vooral toe op het ontwerpen van boerderijen en rentenierswoningen, met name in het noordoosten van de provincie Groningen. Zijn opdrachten waren regelmatig afkomstig van familieleden. Een door Benninga en Van Hoorn in Westeremden ontworpen boerderij (1937) is een rijksmonument. Privé was Van Hoorn actief in het Lopster dorpsleven: hij gaf in het door hemzelf ontworpen dorpshuis tekenlessen, zat in de besturen van de Handelsvereniging en het lokale zwembad en was consul voor de ANWB. Hij is in 1948 op 61-jarige leeftijd te Groningen overleden.

## Werken (selectie)
Van Van Hoorn zijn ruim 140 werken bekend, waarvan ongeveer de helft samen met Jan Benninga. Hieronder staat een incomplete lijst van zijn werken.
- 1915: Boerderij Leliënhof, Eppenhuizerweg 15 Eppenhuizen.[1]
- 1916: Woonhuis, Borgweg 31 Zeerijp[1]
- 1924: Boerderij, Ae-weg 63 Woldendorp. Rijksmonument.[1]
- 1925: Eigen kantoorwoning, Stationslaan 7 Loppersum. Rijksmonument.[2]
- 1925: Woonhuis voor zijn moeder, Hooilandseweg 71 Roodeschool
- 1925: Woonhuis, Hoofdstraat 2 't Zandt
- 1926: Woonhuis, Hooilandseweg 73 Roodeschool
- 1926: Driekapsschuur en bijboerderij met woning bij boerderij, Korendijk 13 't Zandt. Rijksmonument.[1]
- 1930: Dorpshuis met woning, Wirdumerweg 21-23 Loppersum
- 1932: Woonhuis, Molenweg 20 Loppersum (met J. Benninga)
- 1937: Boerderij Nieuw Voorwerk, Fiveldijk 11 Westeremden (met J. Benninga). Rijksmonument.[3]
- 1939: Boerderij Alberda Nijeheerd, Zijldijksterweg 3 't Zandt[1]
- 1939: Pastorie, Hogestraat 1 Loppersum[1]